# Dragstrup Vig
Dragstrup Vig är en vik i Danmark. Den ligger i Region Nordjylland, i den nordvästra delen av landet vid Limfjorden.